# Psapharochrus solisi
Psapharochrus solisi är en skalbaggsart som först beskrevs av Chemsak och Hovore 2002.  Psapharochrus solisi ingår i släktet Psapharochrus och familjen långhorningar.
Artens utbredningsområde är Costa Rica. Inga underarter finns listade i Catalogue of Life.